# Google Pixel
A Google Pixel egy felhasználói elektronikai cikkeket felölelő márkanév a Google-től, amelyeken vagy Chrome OS vagy Android fut. A Pixel termékcsaládba tartozik a Pixel C táblagép, a Chromebook Pixel laptopok, valamint a Pixel és Pixel XL okostelefonok.

## Okostelefonok

### Pixel és Pixel XL

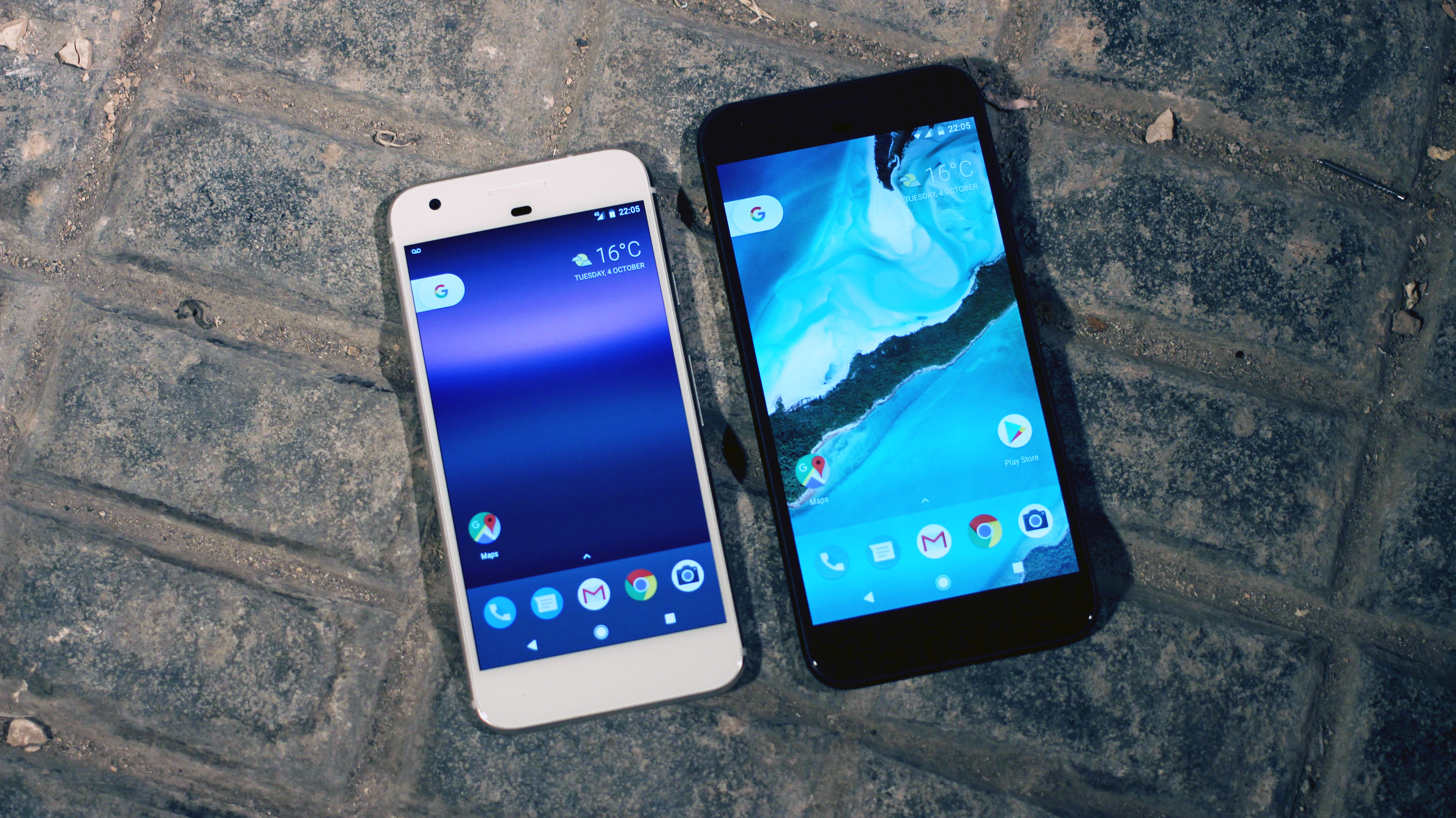
A Google Pixel és Pixel XL telefonok egymás mellett

A Pixel és Pixel XL telefonokat 2016. október 4-én jelentette be a Google a #madebygoogle eseményen.
- - Képernyő: 5.0" AMOLED kijelző 1080x1920 pixeles felbontással (Pixel); 5.5" AMOLED kijelző 1440x2560 pixeles felbontással (Pixel XL)
  - Processzor: Qualcomm Snapdragon 821
  - Háttértár: 32 GiB vagy 128 GiB
  - Memória: 4 GiB LPDDR4 RAM
  - Kamerák: 12,3 MP hátsó kamera f/2.0 rekesszel és lézeres autofókusz; 8 MP előlapi kamera f/2.4 rekesszel
  - Akkumulátor: 2770 mAH (Pixel); 3450 mAH (Pixel XL); nem cserélhető és gyorstöltéssel rendelkezik
  - Színek: "Egészen Fekete", "Nagyon szürke", "Igazán Kék"[2][3]

### Pixel 2 és Pixel 2 XL
A Pixel 2 és a Pixel 2 XL 2017 októberében került piacra. A gyártó az LG (Pixel 2 XL) és a HTC (Pixel 2)
- - Képernyő: 5.0" AMOLED kijelző 1080x1920 pixeles felbontással (Pixel 2); 6.0" P-OLED kijelző 1440x2880 pixeles felbontással (Pixel 2 XL)
  - Processzor: Qualcomm Snapdragon 835
  - Háttértár: 64 GB vagy 128 GB
  - Memória: 4 GB LPDDR4 RAM
  - Kamerák: 12.2 MP hátsó kamera f/1.8 rekesszel és lézeres autofókusz; 8 MP előlapi kamera f/2.4 rekesszel
  - Akkumulátor: 2,700 mAH (Pixel); 3,520 mAH (Pixel XL); nem cserélhető és gyorstöltéssel rendelkezik
  - Színek: "Mintha Kék", "Csak Fekete", "Tiszta Fehér" (Pixel 2), "Csak Fekete", "Fekete & Fehér" (Pixel 2 XL)[4][5]

### Pixel 3 és Pixel 3 XL
A Pixel 3 és a Pixel 3 XL 2018 októberében került piacra.
- - Képernyő: 5.5" P-OLED kijelző 1080x2160 pixeles felbontással (Pixel 3); 6.3" P-OLED kijelző 1440x2960 pixeles felbontással (Pixel 3 XL)
  - Processzor: Qualcomm Snapdragon 845
  - Háttértár: 64 GB vagy 128 GB
  - Memória: 4 GB LPDDR4 RAM
  - Kamerák: 12.2 MP hátsó kamera f/1.8 rekesszel és lézeres autofókusz; 2 db. 8 MP előlapi kamera f/1.9 és f2.2 rekesszel
  - Akkumulátor: 2,915 mAH (Pixel 3); 3,430 mAH (Pixel 3 XL); nem cserélhető, gyorstöltéssel és vezetéknélküli töltéssel rendelkezik
  - Színek: "Tiszta Fehér', "Csak Fekete", "Nem Pink"[6][7]

## Táblagépek

### Pixel C
A Google a Pixel C-t 2015 Szeptember 25-én mutatta be egy rendezvényen. Az eszköz Android 6.0.1 Marhsmallow-al érkezett, de frissíthető Android 8.0 Oreo-ra. A Google 2017 Decemberében befejezte a Pixel C értékesítését.
- Kijelző: 10.2" IPS kijelző 2560×1800 pixeles felbontással
- Processzor: Nvidia Tegra X1
- Háttértár: 32 vagy 64 GiB
- RAM: 3 GiB
- Kamerák: 8 MP hátsó kamera f/2.4 rekesszel; 2 MP előlapi kamera
- Akkumulátor: 9240 mAh (nem cserélhető)[10]

### Pixel Slate
A Pixel Slate-et a Google New York-ban mutatta be 2018 Október 9-én, a Pixel 3-mal és a Pixel 3 XL-lel egyetemben. A Pixel Slate 2 USB-C csatlakozóval rendelkezik és nem rendelkezik jack alzattal. Az eszközön Chrome OS fut.
- Kijelző: 12.3" kijelző 3000x2000 pixeles felbontással
- Processzor: Intel Celeron, Core m3, Core i5 vagy Core i7
- Háttértár: 32, 64, 128, vagy 256 GiB
- RAM: 4, 8 vagy 16 GiB
- Kamerák: 8 MP előlapi és hátlapi kamerák
- Akkumulátor: 48 Wh[11]